# Plocoscelus picinus
Plocoscelus picinus är en tvåvingeart som beskrevs av Cresson 1930. Plocoscelus picinus ingår i släktet Plocoscelus och familjen skridflugor.
Artens utbredningsområde är Panama. Inga underarter finns listade i Catalogue of Life.